# La Steppe (nouvelle)
Pour les articles homonymes, voir La Steppe.
La Steppe, sous-titrée Histoire d'un voyage, (en russe : Степь. Исто́рия одно́й пое́здки) est une nouvelle d'Anton Tchekhov parue en 1888.

## Historique
La Steppe. Histoire d'un voyage est une nouvelle relativement longue (environ 100 pages), composée de huit parties, initialement publiée dans la revue russe Le Messager du Nord, numéro 3, au début mars 1888. L'auteur avait prévu une suite qui n'a pas été écrite.

## Résumé
Iégor, jeune garçon de neuf ans, part avec son oncle, le marchand Ivan Kouzmitchov et le père Christophe Siriiski en carriole dans la steppe. Orphelin de père, il est envoyé par sa mère au lycée de la ville voisine. Après avoir été peiné de quitter sa maison, il découvre l’immense steppe, la chaleur, la halte dans une auberge misérable tenue par des juifs, la recherche du propriétaire Varlamov qui possède des dizaines de milliers d’hectares et près de cent mille moutons, les journées passées dans le convoi avec les rouliers, l’altercation avec Dymov, les rencontres diverses, les histoires racontées par les rouliers au coin du feu, toutes plus terribles les unes que les autres, l’orage violent, l’hospitalité partout sur la route, la fièvre et l’arrivée à la ville, l’arrivée chez la connaissance de sa mère qui accepte de le prendre en pension; puis son oncle et le Père le quittent. Il est seul.

## Extrait
- « Pendant le repas, la conversation fut générale. Elle permit à Igor de comprendre que ses nouvelles connaissances, en dépit des différences d’âge et de caractères, avaient un point commun : tous avaient un beau passé et un bien mauvais présent. »

## Éditions françaises
- Anton Tchekhov (trad. du russe par Édouard Paraire, Lily Denis, préf. Claude Frioux), Œuvres, vol. 2 : Récits (1887-1892), Paris, Gallimard, coll. « Bibliothèque de la Pléiade », 1970, 1024 p. (ISBN 978-2-07-010550-2), « La Steppe. Histoire d'un voyage »
- Anton Tchekhov (trad. du russe par Vladimir Volkoff, préf. Yves Avril), La Steppe : Histoire d'un voyage, Paris, Le Livre de Poche, coll. « Libretti » (no 13651), 2015 (1re éd. 1995), 128 p., poche (ISBN 978-2-253-13651-4)